# Empresa Pública de Urbanização de Lisboa
A Empresa Pública de Urbanização de Lisboa (EPUL) foi uma empresa urbanizadora, cuja principal missão consistia em auxiliar a Câmara Municipal de Lisboa através do desenvolvimento urbanístico de grandes áreas da cidade, da promoção imobiliária e da realização de projectos estruturantes de reabilitação ou renovação urbana.
Em 28 de maio de 2019, em Assembleia Municipal de Lisboa é aprovada por maioria, a proposta da Câmara Municipal de extinção da EPUL. Na altura da dissolução, a EPUL tinha passivos no valor de 85 000 000 EUR.

## Polémicas
Em 2008, foi noticiado que 3 000 casas, não só da EPUL, como também de habitação social, foram atribuídas por cunha.
Em 2010, vários administradores da empresa foram condenados a pena suspensa pelo crime de peculato, por terem decidido a atribuição, a si próprios, de prémios de produtividade.